# Прапор Серед
Пра́пор Серед — офіційний символ села Середи Ємільчинського району Житомирської області, затверджений 22 жовтня 2013 року рішенням XXVII сесії Сергіївської сільської ради VI скликання.

## Опис
Квадратне зелене полотнище горизонтально поділене на чотири частини трьома жовтими смугами. Співвідношення висоти середніх і крайніх зелених смуг до жовтої — 2,5:2:1. Поверх усього всередині полотнища біла шестерня з накладеним на неї вертикально по центру жовтим пшеничним колосом, простягнутим догори від нижньої до верхньої жовтих смуг.
Автор — Ірина Володимирівна Серпутько (Палюх).